# Synapha vitripennis
Synapha vitripennis är en tvåvingeart som först beskrevs av Johann Wilhelm Meigen 1818.  Synapha vitripennis ingår i släktet Synapha och familjen svampmyggor. Arten är reproducerande i Sverige. Inga underarter finns listade i Catalogue of Life.